# Acyrtops
Acyrtops is een geslacht van straalvinnige vissen uit de familie van schildvissen (Gobiesocidae).

## Soorten
- Acyrtops amplicirrus Briggs, 1955.
- Acyrtops beryllinus (Hildebrand & Ginsburg, 1926).